# 吳肇銅
吳肇銅（英語：Ng Siu Tung），前無綫電視編劇，1986年加入亞洲電視任職見習編劇及後於1990年加盟無綫電視，1992年晉升為編審。在無綫電視期間負責編審的劇集有《茶是故鄉濃》、《酒是故鄉醇》、《巨輪》、《枭雄》、《烈火雄心》、《致命復活》等。早年畢業於金文泰中學。

## 電視劇列表

### 亞洲電視／編劇
- 1987年：《金鳳凰》 《滿清十三皇朝》 《天橋》
- 1988年：《錦衣衛》 《張保仔》 《黑夜》
- 1989年：《安樂茶飯》 《天劍絕刀》 《小白龍》
- 1990年：《血染紫禁城》

### 無綫電視／編審
- 1990年：《笑傲在明天》
- 1992年：《血璽金刀》
- 1995年：《情浓大地》 《大捕快》
- 1996年：《廉政行動組》《五個醒覺的少年》
- 1997年：《孝感動天》《保护证人组》
- 1999年：《茶是故乡浓》 《洗冤录》
- 2000年：《明天不一样》
- 2001年：《美丽人生》 《酒是故乡醇》
- 2002年：《骑呢大状》 《绝世好爸》
- 2003年：《金牌冰人》 《皆大欢喜（时装版）》
- 2004年：《水浒无间道》
- 2005年：《御用闲人》
- 2006年：《随时候命》《人生马戏团》
- 2007年：《天机算》 《缘来自有机》 《通天干探》
- 2008年：《甜言蜜语》
- 2009年：《蒲松龄》《烈火雄心3》
- 2010年：《情越双白线》
- 2011年：《隔离七日情》 《紫禁惊雷》
- 2012年：《造王者》
- 2013年：《巨輪》 《情越海岸線》
- 2014年：《守業者》 《大藥坊》
- 2015年：《枭雄》 榮獲 TVB 年度最佳劇集
- 2016年：《為食神探》 《致命復活》
- 2017年：《迷》

### 中國網劇／編劇
- 2019年 : 《PTU機動部隊》